# Anton Schindler
Anton Felix Schindler, född den 13 juni 1795 i Mähren, död den 16 januari 1864 i Bockenheim, var en österrikisk musikskriftställare.
Schindler studerade juridik och musik, kom i nära förbindelse med Beethoven och var under dennes åtta sista levnadsår (1819–1827) mästarens dagliga hjälpreda och oavlönade sekreterare. I besittning av personliga uppteckningar, samtalsböcker och Beethovens egna skissböcker, skrev Schindler en Beethovenbiografi (1840; senaste upplagan 1909), som blev grundläggande för alla senare sådana. Schindler blev domkyrkokapellmästare 1831 i Münster och 1835 i Aachen, återvände 1842 till Münster och flyttade senare till Bockenheim.